# Xamarin
Xamarin est une société américaine fondée en mai 2011, développant et offrant du support pour la technologie .NET avec l'IDE Mono.

## Historique
Mono est créé en tant que projet open source, en vue de proposer une implémentation de la plate-forme .NET sous UNIX. La société Ximian gère le projet et détient la propriété intellectuelle sur les marques ; Novell rachète Ximian en 2003.
Fin 2010, Attachmate, éditeur de logiciels partageant de nombreux clients avec Novell, rachète Novell pour 2,2 milliards, entraînant une restructuration des projets. Mono n'est en effet pas une priorité pour Attachmate, qui licencie plus de 800 personnes en mai 2011, peu de temps après la finalisation de l'achat.
Les créateurs de Mono décident alors de créer très rapidement une startup, Xamarin, afin de poursuivre le développement de Mono et d'offrir du support. La société atteindra rapidement l'autosuffisance, diminuant la nécessité d'un apport de capitaux, grâce aux contrats de support et aux nouveaux produits pour développer en .Net sur téléphonie mobile.
En février 2016, Xamarin est rachetée par Microsoft.
Le 31 mars 2016, durant la conférence Build de Microsoft, Nat Friedman annonce la mise à disposition gratuite de Xamarin dans Visual Studio Community Edition.
Xamarin est progressivement remplacé par .Net Maui depuis novembre 2021 et sera mis à la retraite en novembre 2022.